# Charlie Callas
Charlie Callas, all'anagrafe Charlie Callias (Brooklyn, 20 dicembre 1924 – Las Vegas, 27 gennaio 2011), è stato un attore e comico statunitense.
Noto per i suoi lavori con Mel Brooks, Jerry Lewis e Dean Martin, ha interpretato Malcolm Argos nella serie televisiva Switch, accanto a Eddie Albert e Robert Wagner.
È anche conosciuto per aver doppiato il drago Elliott nel film Elliott il drago invisibile (1977) e per aver interpretato Sinestro nello special televisivo Legends of the Superheroes (1979).

## Biografia
Nato a Brooklyn, prestò servizio nell'esercito degli Stati Uniti durante la seconda guerra mondiale. Al termine del conflitto, iniziò la carriera come batterista.
Noto per la sua faccia di gomma e per il suo umorismo nero, fece il suo debutto televisivo nel 1963 all'Hollywood Palace. Nel 1965 interpretò Lefty nella serie televisiva I mostri. Apparve quasi 50 volte in The Tonight Show Starring Johnny Carson. Uno dei suoi sketch più ricordati è quello della storia di due cacciatori di anatre. 
Fu ospite fisso del The Dean Martin Celebrity Roast, dove prendeva in giro varie celebrità tra cui Frank Sinatra e Don Rickles. Certe volte si presentava con un'uniforme militare, impersonando il comico George Jessel.
Amico di Bobby Vinton, ne divenne ospite fisso nel suo programma televisivo, The Bobby Vinton Show. Apparve anche al The Andy Williams Show. Il suo unico ruolo drammatico fu quello di Malcolm Argos nella serie televisiva Switch. Interpretò inoltre Sinestro, il nemico di Lanterna Verde, nello special televisivo Legends of the Superheroes (1979).
Morì il 27 gennaio 2011 a Las Vegas. Il direttore esecutivo della National Comedy Hall of Fame, Tony Belmont, disse che era in grado di rendere divertente una barzelletta non divertente grazie ai suoi "Fert, fert! WOW! Ga-digga".

## Filmografia parziale

### Cinema
- Il ciarlatano (The Big Mouth), regia di Jerry Lewis (1967)
- L'ultima follia di Mel Brooks (Silent Movie), regia di Mel Brooks (1976)
- Elliott il drago invisibile (Pete's Dragon), regia di Don Chaffey (1977)
- Alta tensione (High Anxiety), regia di Mel Brooks (1977)
- La pazza storia del mondo (History of the World, Part I), regia di Mel Brooks (1981)
- Hysterical, regia di Chris Bearde (1983)
- Gallavants, regia di Art Vitello (1984)
- Donne amazzoni sulla Luna (Amazon Women on the Moon), regia di Joe Dante, Carl Gottlieb, Peter Horton, John Landis e Robert K. Weiss
- Dracula morto e contento(Dracula: Dead and Loving It), regia di Mel Brooks (1995)
- Vampire Vixens from Venus, regia di Ted A. Bohus (1995)
- Crooks, regia di Paul Battista (2002)
- Horrorween, regia di Joe Estevez (2011)

### Televisione
- I mostri (The Munsters) – serie TV, un episodio (1965)
- I Monkees (The Monkees) – serie TV, un episodio (1966-1968)
- Switch – serie TV, 71 episodi (1975-1978)
- Legends of the Superheroes, regia di Bill Charruthers e Chris Darley – special TV, 2 episodi (1979)
- Love Boat (The Love Boat) – serie TV, un episodio (1979)
- Cuore e batticuore (Hart to Hart) – serie TV, un episodio (1981)
- Rooster, regia di Russ Mayberry – film TV (1982)
- New York New York (Cagney & Lacey) – serie TV, un episodio (1984)
- The Dom DeLuise Show – serie TV, un episodio (1987)
- Due poliziotti a Palm Beach (Silk Stalkings) – serie TV, un episodio (1991-1999)